# Thelairodes lavinia
Thelairodes lavinia là một loài ruồi trong họ Tachinidae.